# جون كارلسون (مقدم برامج إذاعية)
جون كارلسون (بالإنجليزية: John Carlson)‏ هو مقدم برامج إذاعية أمريكي، ولد في 3 يونيو 1959 في West Seattle ‏ في الولايات المتحدة.